# Antonio Chozas Bermúdez
Antonio Chozas Bermúdez (Candeleda, 13 de octubre de 1922-Madrid, 6 de octubre de 2008) fue un político y sociólogo español.
Profesor de Organización y Acción y Acción Sindical en la Universidad de Madrid, fue autor de texto pedagógicos para la Escuela Sindical.
Fue inspector nacional del Sindicato Vertical, del cual, junto a José Solís y Arturo Espinosa Poveda, propició una renovación. Visecretario general del Movimiento en 1975, fue también miembro y vocal del Consejo de Dirección del Instituto de Estudios Políticos. Desempeñó intermitentemente el cargo de procurador en las Cortes franquistas a partir de 1961. Falleció en Madrid a los 85 años de edad.